# Bursung
Bursung – u Bondów karmiąca i morząca głodem bogini urodzaju i ziemi. Daje ludziom życie i przyjmuje zmarłych.